# Acleracra
Acleracra é um gênero de traça pertencente à família Cosmopterigidae.